# Тюркгюджю Мюнхен
«Тюркгюджю Мюнхен» (нем. Türkgücü München e. V.) — немецкий профессиональный футбольный клуб из Мюнхена, основанный в 1975 году по инициативе представителей турецкой диаспоры города. С сезона 2020/21 по сезон 2021/22 выступал в Третьей лиге, домашние матчи проводил на мюнхенском Олимпийском стадионе.

## История
Первые предложения о создании в Мюнхене турецкой футбольной команды зазвучали в 1972 году, окончательно клуб сформировался в 1975 году, начав свой путь с регионального первенства Баварии.
В 1983 году молодая команда привлекла внимание группы известных местных бизнесменов, которые вложились в коллектив и помогли открыть молодёжную клубную академию.
В 1988 году Баварская футбольная лига приняла новообразованный коллектив в свои ряды.
В начале 1990-х годов стал наблюдаться спад болельщицкого интереса к команде, одной из причин чего было большое количество нетурецких игроков в клубе, что повлияло на идентификацию местного турецкого населения с клубом.
Другой причиной было появление спутникового телевидения.
Возможность смотреть по телевизору в прямом эфире игры «Бешикташа», «Галатасарая» и «Фенербахче» значительно сократила число турецких людей, заинтересованных в том, чтобы увидеть на поле команду третьего или четвёртого дивизиона, а следовательно, ухудшилось и финансовое положение клуба, в результате чего в 1991 году была проведена командная реорганизация, позже повторившаяся и в 2001 году.
После сезона 1995/96 коллектив занял предпоследнее место в турнирной таблице и вылетел в пятый по силе дивизион немецкого футбола.
Клуб ещё раз приблизился к повышению в классе в 1998 году, когда занял итоговое второе место в своей лиге, однако затем обидно проиграл в стыковых матчах любительскому резерву «Нюрнберга».
В 2000-х в команде наступили светлые времена: в 2013 году клуб (в 2000 году был преобразован в SV 1975 München, в 2009 году объединился с мюнхенским клубом «Ата Спор», основанным в 1981 году, и получил название «Тюркгюджю Атаспор Мюнхен») сумел занять 2-ю строчку в своём дивизионе, получив повышение в Ландеслигу «Бавария», а в 2019 году пробился в Региональную лигу, четвёртый по значимости немецкий дивизион, сократив также название до «Тюркгюджю Мюнхен». С ходу выиграв региональный чемпионат, команда вышла в Третью лигу.
Генеральный директор коллектива Максимилиан Котны заявил, что перед игроками ставится задача через несколько лет пробиться в элиту немецкого футбола.
Официальными цветами клубной формы являлся красный и белый.

## Финансовые проблемы и крах
С конца ноября 2021 года в клубе стали наблюдаться серьёзные финансовые проблемы, на этом фоне в отставку ушёл президент команды Хасан Кивран. Руководство коллектива активно начало поиск нового инвестора в начале 2022 года, однако это не увенчалось успехом. Помимо прочего, в клубе происходила частая сменяемость тренеров, что привело к тому, что клуб вскоре оказался в зоне вылета. Финансовые и кадровые неурядицы вынудили команду подать прошение о снятии с турнира после завершения 31-го тура первенства. Исходя из этого результаты всех поединков с участием «Тюркгюджю» в сезоне были аннулированы по решению руководства лиги.